# Кеньдін (національний парк)
Національний парк Кеньдін (кит. 墾丁國家公園, пін. Kěndīng Gúojiā Gōngyuán), також відомий як Кеньдін (кит. 墾丁, пін. Kěndīng) — національний парк, розташований на півострові Хенчунь повіту Піндун, Тайвань, включаючи міста Хенчунь, Чечен і Маньчжоу. Парк заснований 1 січня 1984 року. Це найстаріший і найпівденніший національний парк Тайваню на головному острові. Парк Кеньдін охоплює найпівденнішу частину острова Тайвань уздовж протоки Баші. Цей національний парк, яким керує Міністерство внутрішніх справ виконавчої влади Юань, добре відомий своїм тропічним кліматом і сонячною погодою, мальовничими горами та пляжами, фестивалем рок-гуртів «Весняний крик», який проводиться щороку в березні, і вже давно є найпопулярнішим туристичним напрямом Тайваню з 5,84 мільйонами відвідувачів у 2016 році

## Етимологія
Kenting (墾丁, Kun-ting тайванською мовою) означає першопрохідці або піонери.

## Географія
Парк займає приблизно 181 км² суходолу, 152 км² морської акваторії, що разом складає 333 км². Морські території парку: затоки Нан Ван і Банана Бей (香蕉灣) оточені Тихим океаном, Тайванською та Лусонською протоками. Парк розташований за 90 км від Гаосюна, 140 км від міста Тайнаня.
Ландшафт національного парку Кеньдін розділений на дві частини довгою та вузькою Рівниною меридіональної долини Хенчунь, яка простягається з півночі на південь. Парк має велику кількість гір на півночі, коралові плоскогір'я та передгір'я на півдні та коралові скелі з рясними рифами вздовж західного узбережжя. На рівнині, утвореній долинами розломів, є велике озеро під назвою Озеро Лунлуань, а також високі коралові плато та вапнякові печери на сході. На східній стороні коралових плато є унікальні піщані річки та піщані водоспади, утворені спільною дією вітрів і річок, а також коралові скелі, затонулі печери та сталактити.

### Клімат
Кеньдін відомий своїм тропічним кліматом із теплою або жаркою погодою цілий рік. Клімат повіту Піндун, де розташований парк географічно класифікується як тропічний мусонний клімат.
| Клімат Національний парк Кеньдінг          | Клімат Національний парк Кеньдінг | Клімат Національний парк Кеньдінг | Клімат Національний парк Кеньдінг | Клімат Національний парк Кеньдінг | Клімат Національний парк Кеньдінг | Клімат Національний парк Кеньдінг | Клімат Національний парк Кеньдінг | Клімат Національний парк Кеньдінг | Клімат Національний парк Кеньдінг | Клімат Національний парк Кеньдінг | Клімат Національний парк Кеньдінг | Клімат Національний парк Кеньдінг | Клімат Національний парк Кеньдінг |
| Показник                                   | Січ.                              | Лют.                              | Бер.                              | Квіт.                             | Трав.                             | Черв.                             | Лип.                              | Серп.                             | Вер.                              | Жовт.                             | Лист.                             | Груд.                             | Рік                               |
| Середній максимум, °C                      | 26,1                              | 26,7                              | 27,5                              | 29,5                              | 31,0                              | 31,5                              | 32,0                              | 31,7                              | 31,1                              | 29,8                              | 27,6                              | 27,0                              |                                   |
| Середня температура, °C                    | 21,5                              | 22,0                              | 23,8                              | 25,8                              | 27,5                              | 28,4                              | 28,7                              | 28,4                              | 27,8                              | 26,7                              | 24,8                              | 22,3                              |                                   |
| Середній мінімум, °C                       | 19,8                              | 20,5                              | 21,2                              | 22,3                              | 24,1                              | 25,3                              | 25,6                              | 25,3                              | 24,7                              | 23,9                              | 22,0                              | 21,3                              | 22,5                              |
| Середня кількість сонячних годин на місяць | 168,0                             | 165,1                             | 199,7                             | 192,6                             | 193,9                             | 183,6                             | 221,0                             | 195,5                             | 177,2                             | 198,1                             | 177,7                             | 161,4                             |                                   |
| Днів з дощем                               | 8,0                               | 6,8                               | 4,8                               | 6,3                               | 11,1                              | 16,9                              | 16,4                              | 18,9                              | 15,9                              | 10,8                              | 7,1                               | 6,1                               |                                   |
| Вологість повітря, %                       | 72.6                              | 73.7                              | 74.4                              | 75.4                              | 78.5                              | 83.6                              | 83.3                              | 84.0                              | 79.7                              | 74.0                              | 70.8                              | 70.7                              | 76.7                              |
| ------------------------------------------ | --------------------------------- | --------------------------------- | --------------------------------- | --------------------------------- | --------------------------------- | --------------------------------- | --------------------------------- | --------------------------------- | --------------------------------- | --------------------------------- | --------------------------------- | --------------------------------- | --------------------------------- |

## Біорізноманіття

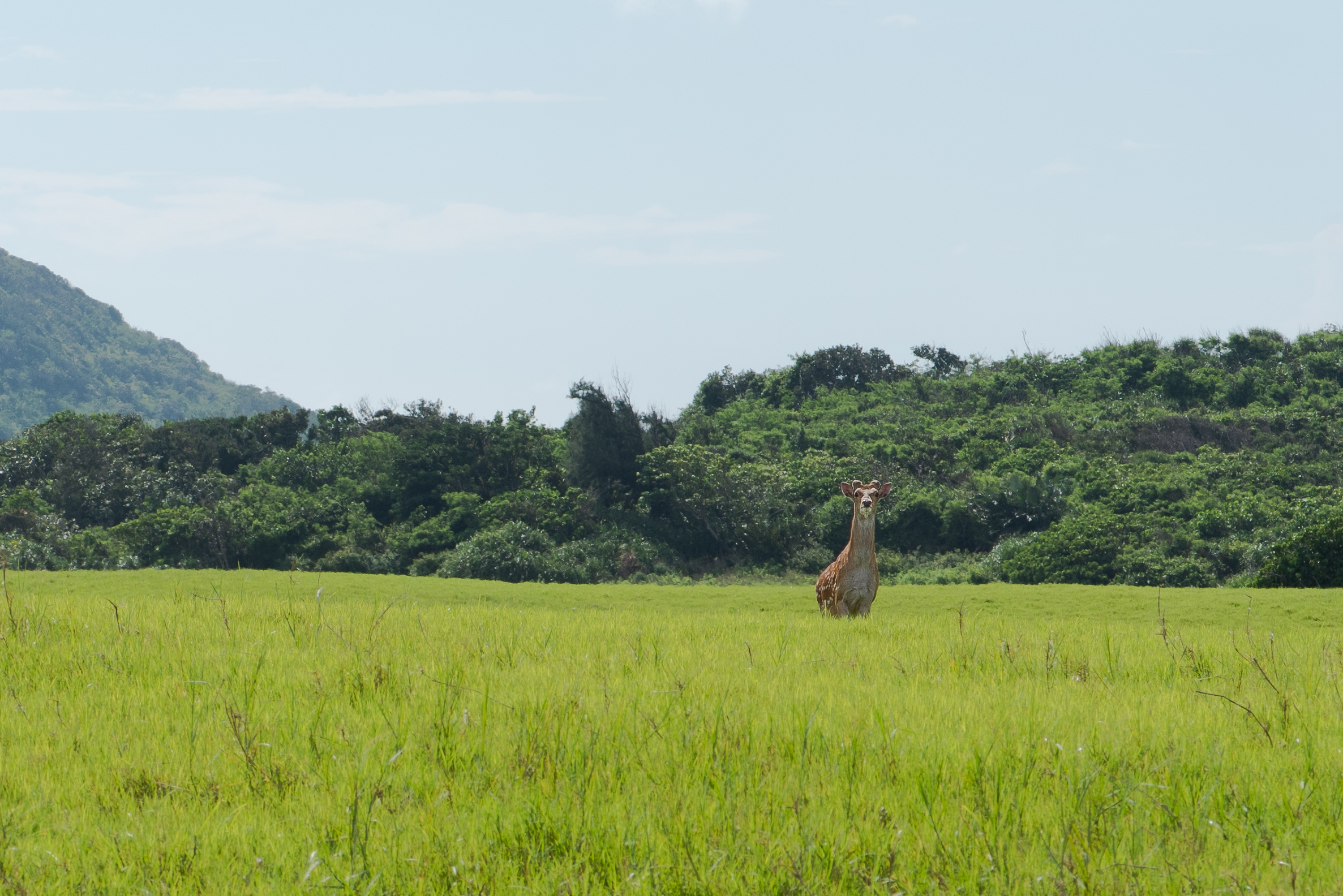
Формозький плямистий олень

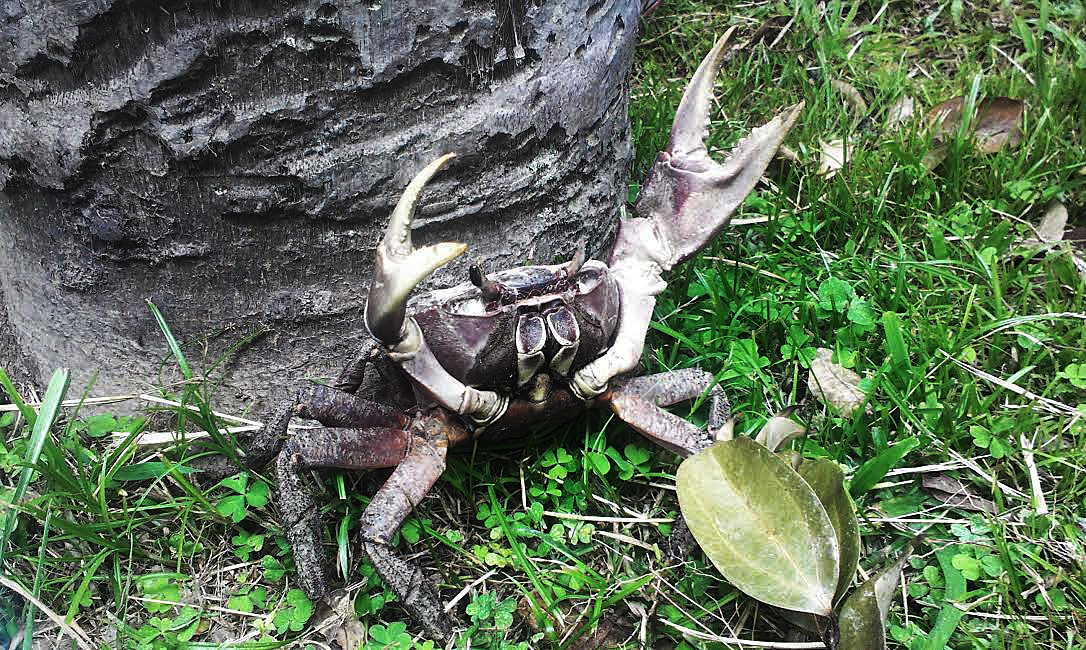
Наземний краб

Завдяки тропічному клімату та острівному розташуванню Тайваню на півострові Хенчунь сформувалося унікальне розмаїття видів рослин і тварин, хоча флора і фауна сильно постраждали від багатовікового заселення та меліорації. Тут мешкає 15 видів ссавців, 310 видів птахів, 59 видів рептилій і земноводних, 21 вид прісноводних риб, 216 видів метеликів і різноманітних комах.
У Парку мешкає 26 видів наземних крабів, це один з найбільших показників їх різноманітності у світі.
На території парку можна спостерігати формозьку макаку, китайського мунтжака, китайського зайця та цівету гімалайську. Всього зареєстровано 34 види наземних ссавців, у тому числі 5 локально вимерлих, таких як формозький леопард, і 4 інтродукованих, таких як водяний буйвіл. Плямистий олень, який вимер у дикій природі в 1969 році, був вперше повторно інтродукований у національний парк Кеньдін після розведення у неволі у 1994 році. Крім плямистого оленя, 6 видів наземних ссавців колись вважалися вимерлими в цьому районі, тоді як китайський панголін, що перебуває під загрозою зникнення, був повторно відкритий через десять років.
На півострові Хенчунь зимує велика кількість перелітних птахів, таких як  яструб китайський і сорокопуд сибірський, а також багато гусей, качок і бекасів. Національний парк є важливою зупинкою на шляху міграції канюка сірого. Перелітні птахи складають не менше 75% всіх видів птахів, що спостерігаються в Кеньдіну. 
Океанська течія, яка витікає з акваторії парку, забезпечує багате розмаїття морських екосистем, включаючи морських птахів, морських черепах, зокрема яструбиних черепах, що перебувають під загрозою зникнення, акул, таких як бичачі акули, манти та китові акули і китоподібних малого та середнього розміру. Цей район колись був основним місцем зимівлі для кашалотів і вусатих китів, особливо для горбатих китів, які мігрували в Нан Ван і Бананову затоку. Японський китобійний промисел за часів японської колонії призвів до серйозного виснаження популяцій чи зникнення китів. Сьогодні вздовж півострова Хенчунь і у водах парку може постійно мігрувати невелика їх кількість. Дюгоні, які вважалися повністю або функціонально вимерлими на Тайвані, були зареєстровані в 1950-х і 60-х роках, і це були одні з останніх повідомлень про вид у водах Тайваню.

## Маяк

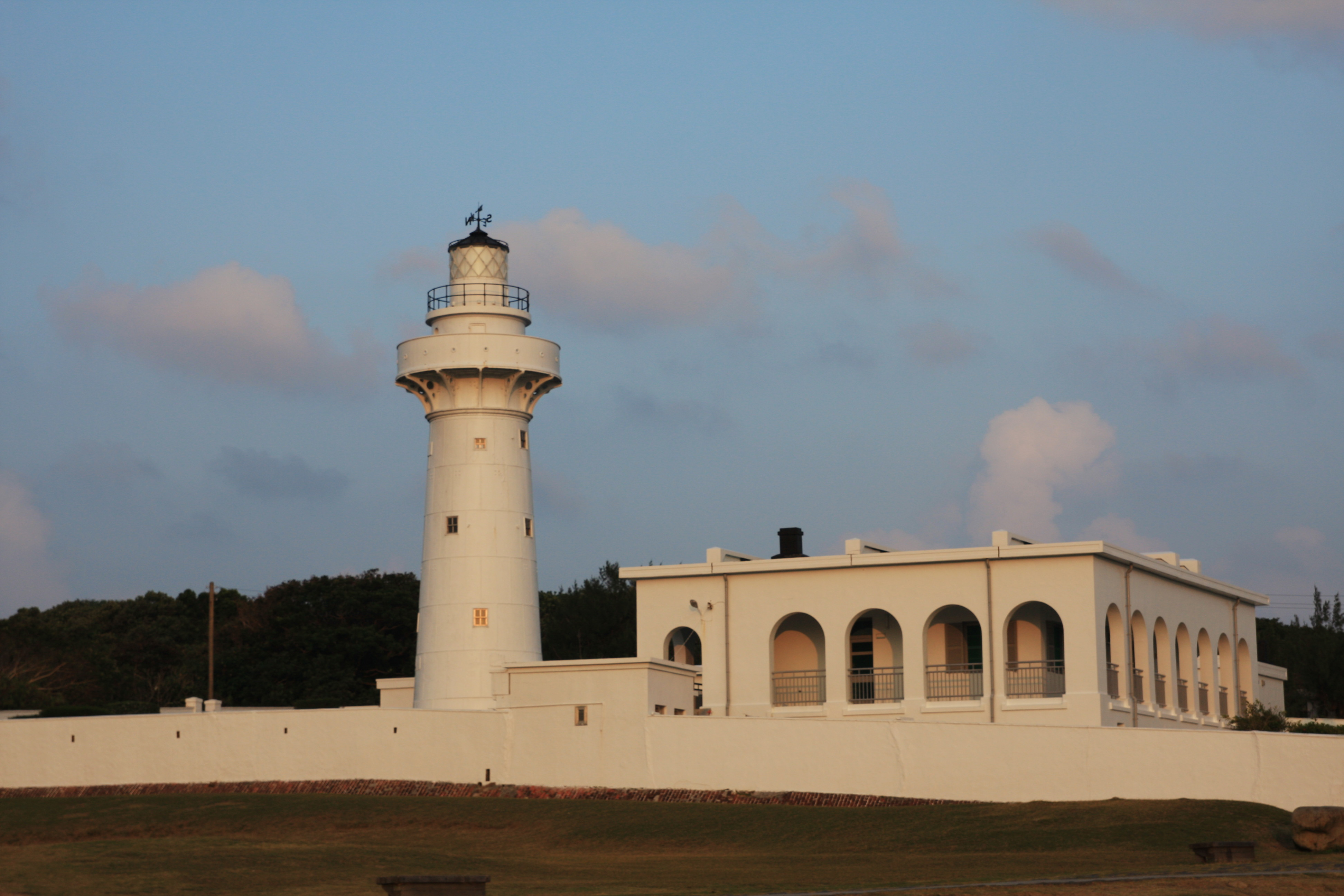
Маяк Елуанбі

Маяк Елуанбі був зведений у 1883 році після запитів американського та японського урядів до уряду Китаю після кількох корабельних аварій, що сталися в 1860-х роках (включаючи інцидент з Ровером). Китайські війська були направлені, щоб захистити маяк під час будівництва від нападів місцевих племен, і маяк був оточений фортом з гарматами та ровом для захисту. Це один із рідкісних у світі прикладів укріпленого маяка. Сам маяк має 21,4 метра (70 фут) заввишки, а його світло становить 56,4 метра (185 фут) над приливною високою водою. Вогник блимає кожні 10 секунд, а його радіус дії становить 27,2 морської милі (50,4 км).

## Транспорт
- Автобус: регулярні автобуси сполучають цей парк із міжнародним аеропортом Гаосюн, станцією Гаосюн Тайванської залізничної адміністрації та станцією Тайвань високошвидкісної залізниці Zuoying, подорож триває 2,5 години.
- Повітря: цей парк обслуговує внутрішній Хенчунь, хоча рейси рідкісні та можуть бути скасовані через сильний катабатичний вітер, який часто спостерігається на півострові Хенчунь.

## У масовій культурі
- Весняний крик: відомий міжнародний фестиваль рок-гуртів, що проводиться в цьому парку з 1995 року.
- Більшість частин фільму 2008 року «Мис №7» було знято в цьому парку та поблизу Хенгчуня.
- Частина фільму 2012 року «Життя Пі» була знята в парку, неподалік від місця народження його режисера Енга Лі.[27][28]

## Галерея

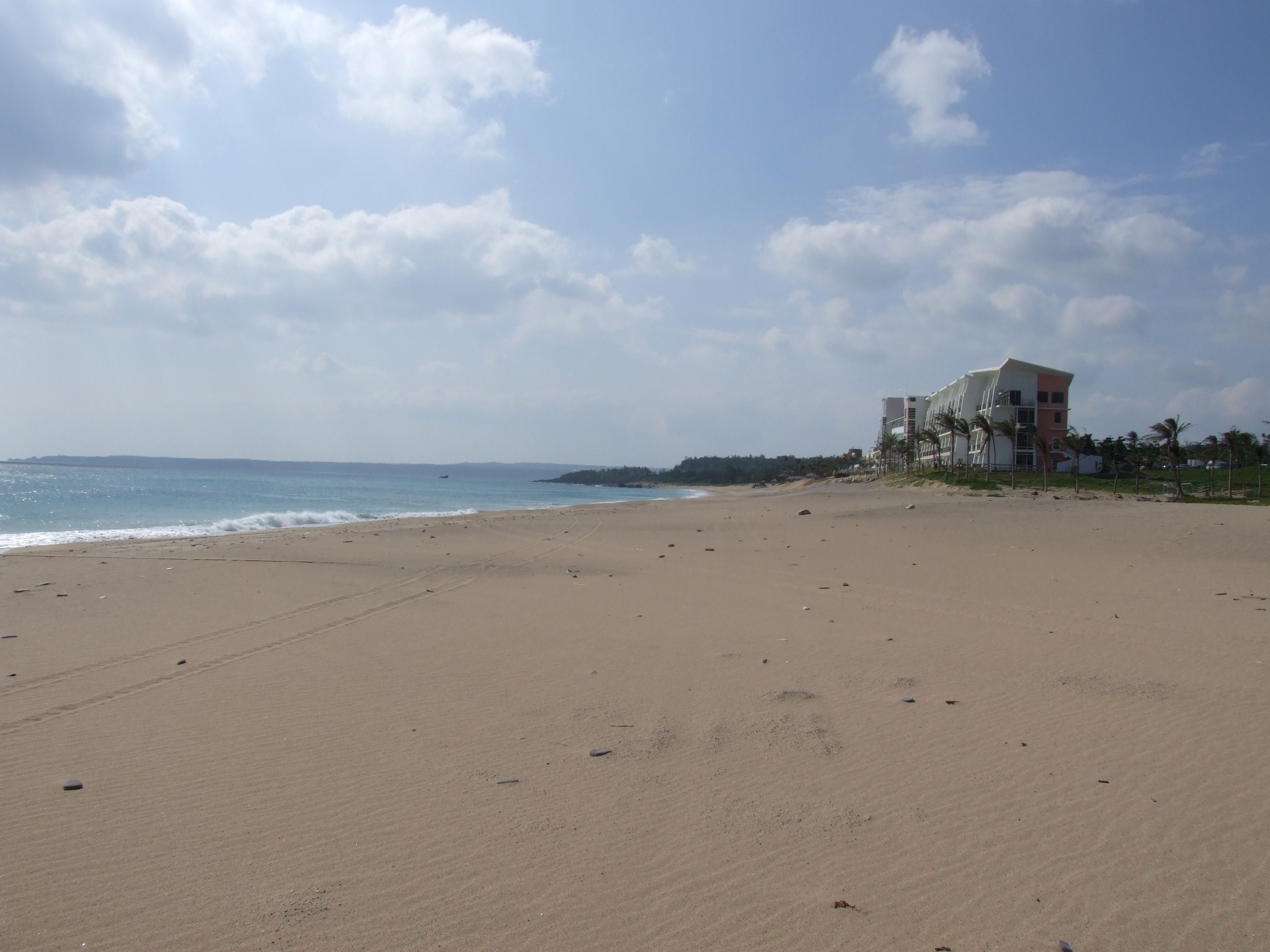
Вид на пляж із пляжу Кеньдін
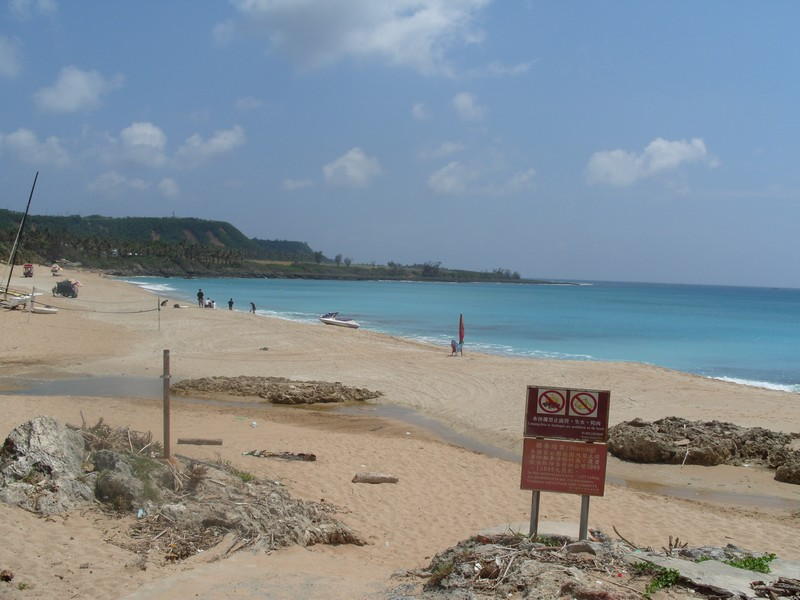
Ще один пляж у Кеньдіну, Байшаван, Білий піщаний пляж
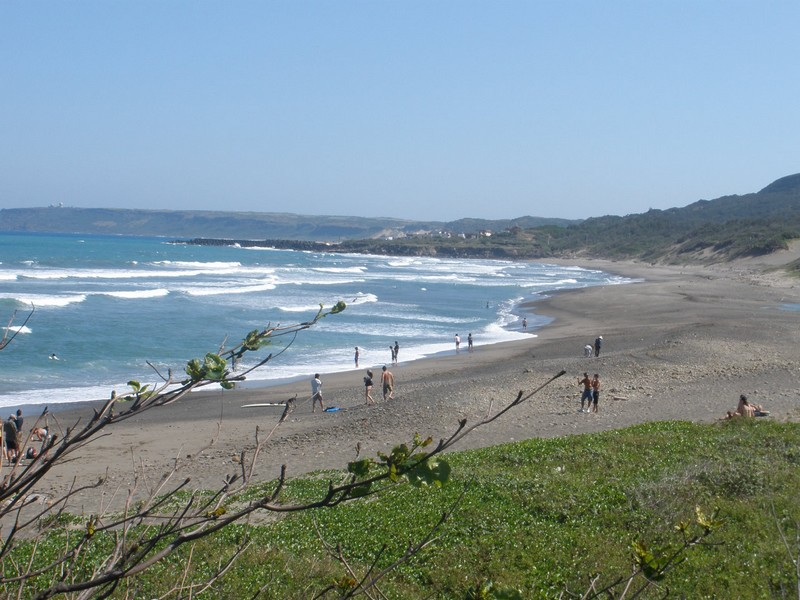
Пляж Цзялешуй у Кентіні, пляж для серферів
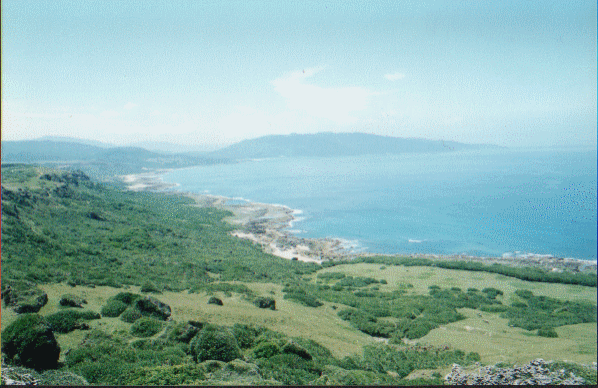
Східне узбережжя в національному парку Кеньдін
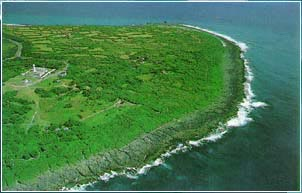
Мис Елуанбі
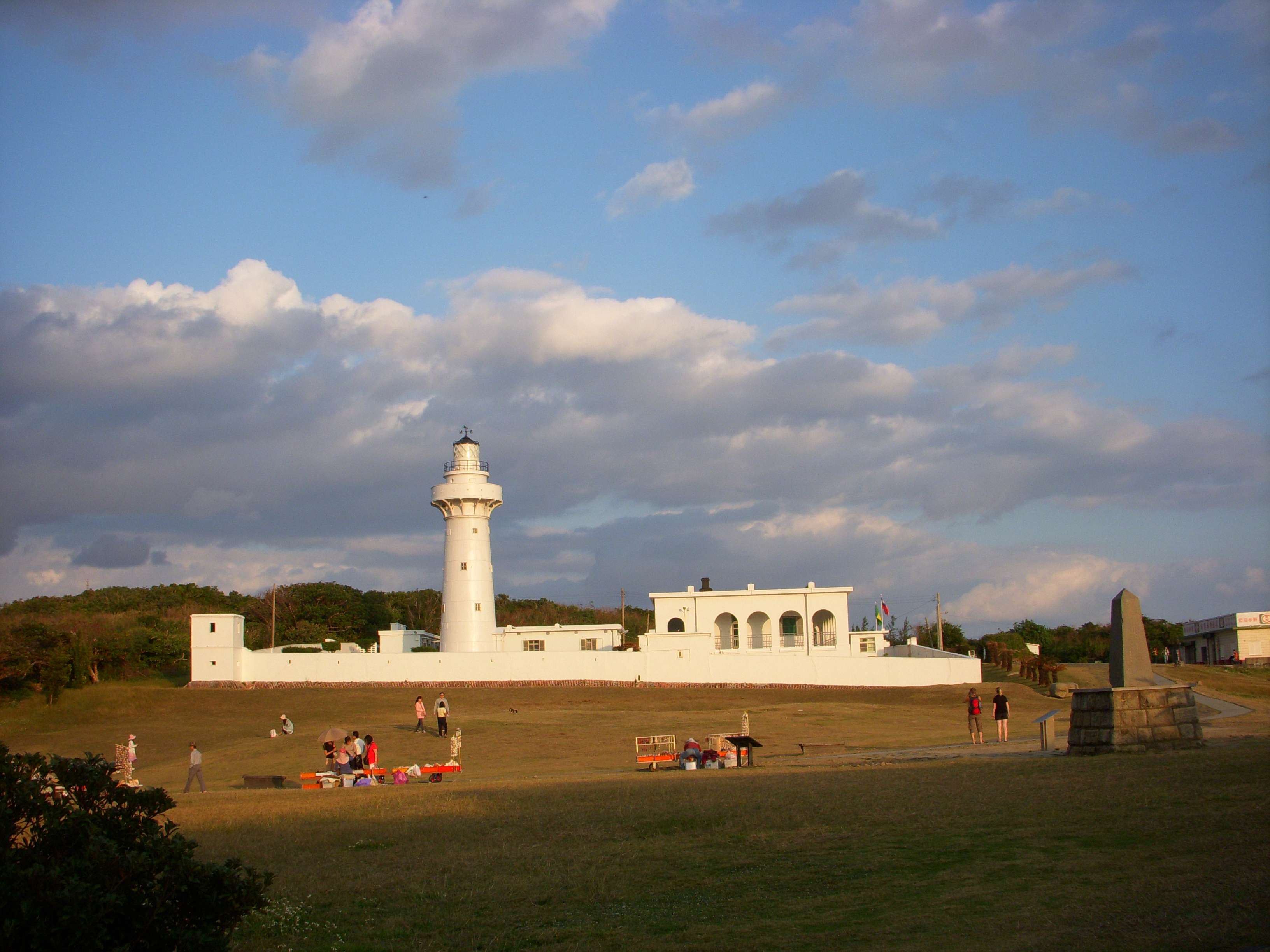
Маяк Елуанбі
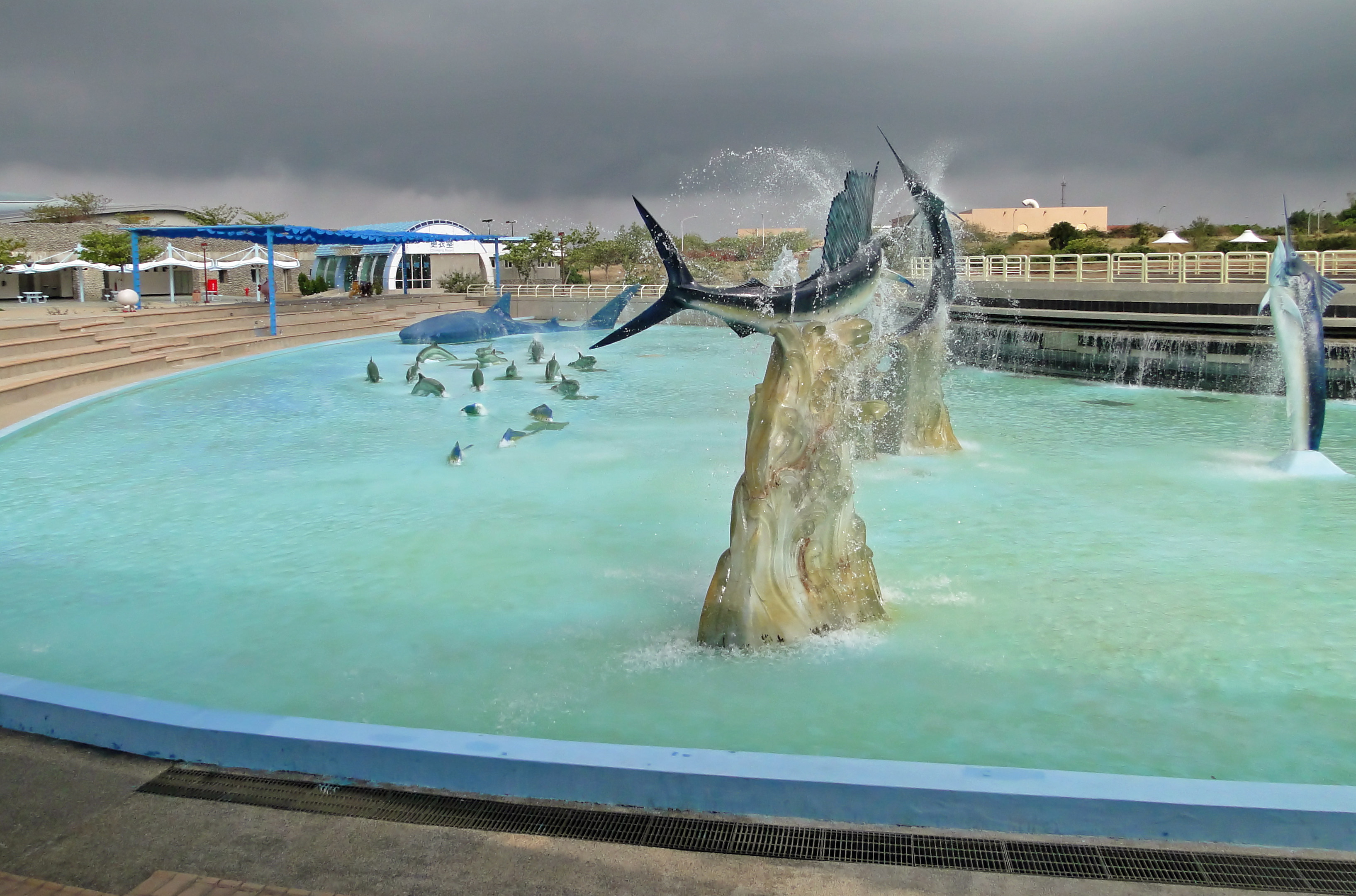
Національний музей морської біології та акваріумістики
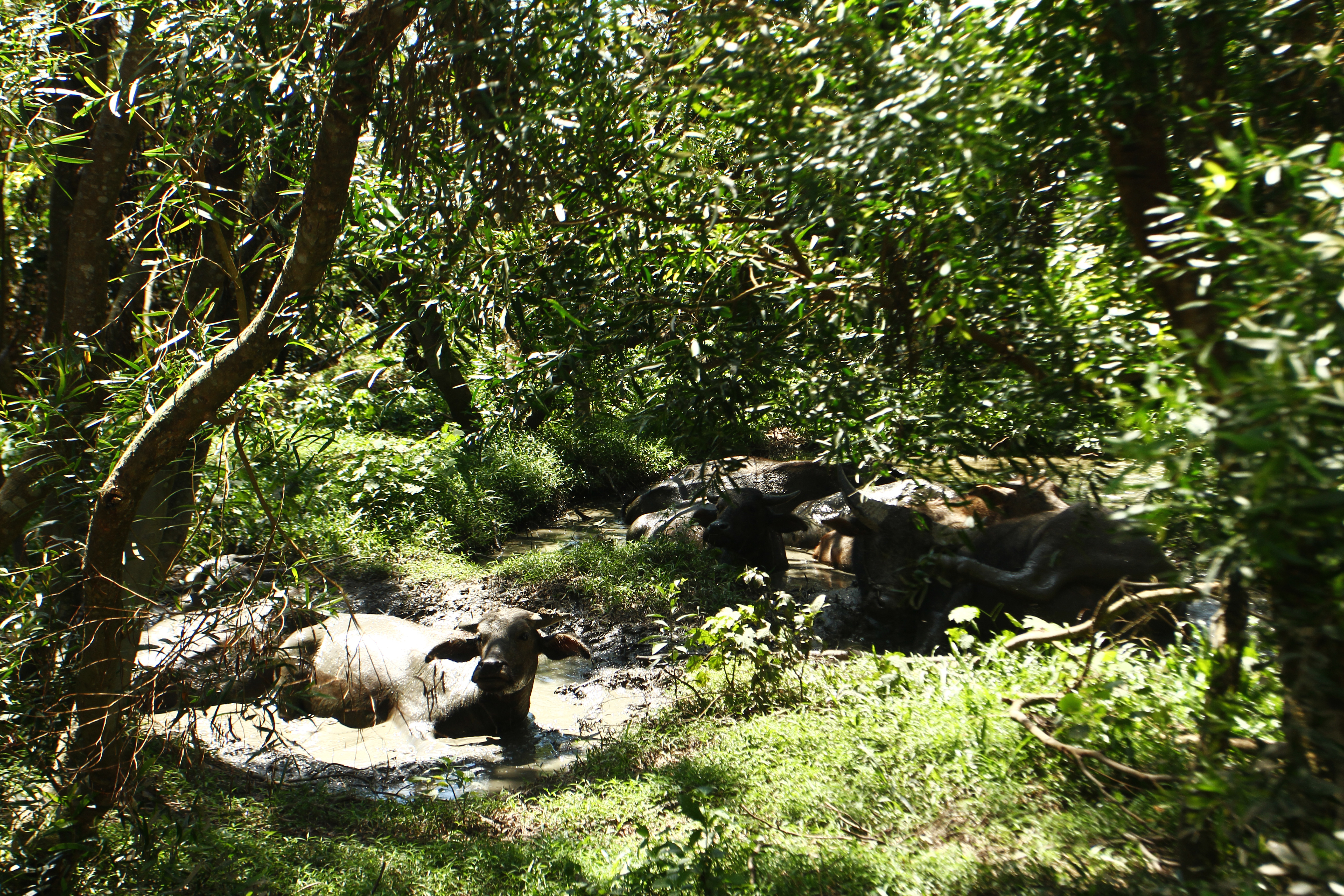
Водяні буйволи